# Crema Volley 2011-2012
Questa voce raccoglie le informazioni riguardanti il Crema Volley nelle competizioni ufficiali della stagione 2011-2012.

## Organigramma societario
Area direttiva
- Presidente: Claudio Cogorno

Area tecnica
- Allenatore: Leonardo Barbieri
- Allenatore in seconda: Camillo Dosi
- Scout man: Davide Tomasini

Area sanitaria
- Medico: Pietro Agricola
- Preparatore atletico: Fabio Parazzoli, Fiorenzo Zani
- Fisioterapista: Marta Dossena, Marco Zanelli
- Ortopedico: Alberto Lameri
- Staff medico: Angelo Spinazzoli

## Rosa
| N° | Nome               | Ruolo | Data di nascita  | Nazionalità sportiva |
| -- | ------------------ | ----- | ---------------- | -------------------- |
| 1  | Lauren Paolini     | C     | 22 agosto 1987   | Stati Uniti          |
| 2  | Laura Baggi        | S     | 2 gennaio 1992   | Italia               |
| 3  | Elisa Togut        | S/O   | 14 maggio 1978   | Italia               |
| 4  | Cecilia Nicolini   | P     | 18 giugno 1994   | Italia               |
| 5  | Caterina Fanzini   | S/O   | 12 agosto 1985   | Italia               |
| 6  | Sara Carrara       | L     | 1º dicembre 1992 | Italia               |
| 7  | Francesca Devetag  | C     | 13 novembre 1986 | Italia               |
| 8  | Manuela Secolo     | S     | 22 febbraio 1977 | Italia               |
| 9  | Claudia Cagninelli | S     | 19 luglio 1990   | Italia               |
| 10 | Elena Mutti        | C     | 22 luglio 1983   | Italia               |
| 11 | Carla Rossetto     | L     | 20 dicembre 1984 | Italia               |
| 12 | Elena Portalupi    | L     | 19 giugno 1987   | Italia               |
| 15 | Silvia Freni       | C     | 9 dicembre 1983  | Italia               |
| 17 | Giulia Rondon      | P     | 16 ottobre 1987  | Italia               |

## Risultati

### Serie A2

#### Girone di andata
| 1ª giornata - 9 ottobre 2011 PalaRomiti, Forlì                    | Forlì               | 0 - 3 | Crema    | 20-25, 14-25, 18-25               |
| 2ª giornata - 16 ottobre 2011 PalaBertoni, Crema                  | Crema               | 3 - 0 | Rota     | 29-27, 28-26, 25-11               |
| 3ª giornata - 23 ottobre 2011 PalaBertoni, Crema                  | Crema               | 3 - 2 | Soverato | 21-25, 20-25, 27-25, 25-14, 15-12 |
| 4ª giornata - 30 ottobre 2011 PalaSassi, Matera                   | Time Matera         | 0 - 3 | Crema    | 22-25, 18-25, 18-25               |
| 5ª giornata - 6 novembre 2011 PalaBertoni, Crema                  | Crema               | 3 - 0 | IHF      | 25-13, 25-17, 25-10               |
| 6ª giornata - 13 novembre 2011 PalaSchiavo, Battipaglia           | Pontecagnano Faiano | 0 - 3 | Crema    | 14-25, 15-25, 23-25               |
| 7ª giornata - 20 novembre 2011 PalaBertoni, Crema                 | Crema               | 3 - 0 | Verona   | 25-23, 25-16, 26-24               |
| 8ª giornata - 27 novembre 2011 PalaParenti, Santa Croce sull'Arno | Santa Croce         | 3 - 1 | Crema    | 20-25, 25-18, 25-16, 25-23        |
| 9ª giornata - 4 dicembre 2011 PalaBertoni, Crema                  | Crema               | 3 - 0 | San Vito | 25-21, 25-23, 25-13               |
| 10ª giornata - 8 dicembre 2011 Palazzetto dello Sport, Giaveno    | Cuatto Giaveno      | 2 - 3 | Crema    | 28-26, 26-24, 23-25, 18-25, 14-16 |
| 11ª giornata - 11 dicembre 2011 PalaBaslenga, Casalmaggiore       | Casalmaggiore       | 3 - 2 | Crema    | 19-25, 21-25, 25-18, 25-20, 15-13 |
| 12ª giornata - 18 dicembre 2011 PalaBertoni, Crema                | Crema               | 3 - 1 | Antares  | 21-25, 25-16, 25-22, 25-16        |
| 13ª giornata - 26 dicembre 2011 PalaLiabel, Salsomaggiore Terme   | Terre Verdiane      | 0 - 3 | Crema    | 20-25, 23-25, 22-25               |
| 14ª giornata - 8 gennaio 2012 PalaBertoni, Crema                  | Crema               | 2 - 3 | Busnago  | 19-25, 19-25, 25-22, 25-14, 11-15 |
| 15ª giornata - 15 gennaio 2012 PalaSerenelli, Loreto              | Loreto              | 3 - 2 | Crema    | 25-22, 15-25, 25-21, 17-25, 15-12 |

#### Girone di ritorno
| 16ª giornata - 22 gennaio 2012 PalaBertoni, Crema                   | Crema    | 3 - 0 | Forlì               | 25-15, 25-14, 25-23               |
| 17ª giornata - 29 gennaio 2012 PalaRota, Mercato San Severino       | Rota     | 0 - 3 | Crema               | 23-25, 19-25, 13-25               |
| 18ª giornata - 5 febbraio 2012 PalaScoppa, Soverato                 | Soverato | 2 - 3 | Crema               | 17-25, 15-25, 25-18, 25-23, 7-15  |
| 19ª giornata - 12 febbraio 2012 PalaBertoni, Crema                  | Crema    | 3 - 0 | Time Matera         | 25-21, 25-16, 25-10               |
| 20ª giornata - 19 febbraio 2012 Palazzetto dello sport, Frosinone   | IHF      | 1 - 3 | Crema               | 13-25, 26-24, 21-25, 22-25        |
| 21ª giornata - 26 febbraio 2012 PalaBertoni, Crema                  | Crema    | 3 - 0 | Pontecagnano Faiano | 25-15, 25-18, 25-12               |
| 22ª giornata - 11 marzo 2012 PalaGeorge, Montichiari                | Verona   | 2 - 3 | Crema               | 25-23, 21-25, 25-21, 12-25, 11-15 |
| 23ª giornata - 18 marzo 2012 PalaBertoni, Crema                     | Crema    | 0 - 3 | Santa Croce         | 23-25, 24-26, 21-25               |
| 24ª giornata - 25 marzo 2012 PalaMacchitella, San Vito dei Normanni | San Vito | 1 - 3 | Crema               | 25-18, 15-25, 14-25, 20-25        |
| 25ª giornata - 1º aprile 2012 PalaBertoni, Crema                    | Crema    | 3 - 2 | Cuatto Giaveno      | 22-25, 25-27, 26-24, 29-27, 15-8  |
| 26ª giornata - 7 aprile 2012 PalaBertoni, Crema                     | Crema    | 0 - 3 | Casalmaggiore       | 20-25, 23-25, 23-25               |
| 27ª giornata - 15 aprile 2012 PalaPozzillo, Sala Consilina          | Antares  | 3 - 2 | Crema               | 25-17, 16-25, 20-25, 25-23, 16-14 |
| 28ª giornata - 22 aprile 2012 PalaBertoni, Crema                    | Crema    | 3 - 0 | Terre Verdiane      | 25-15, 25-18, 26-24               |
| 29ª giornata - 25 aprile 2012 PalaBusnago, Busnago                  | Busnago  | 0 - 3 | Crema               | 23-25, 22-25, 20-25               |
| 30ª giornata - 29 aprile 2012 PalaBertoni, Crema                    | Crema    | 3 - 2 | Loreto              | 19-25, 25-20, 22-25, 26-24, 16-14 |

#### Play-off promozione
| Semifinali (gara 1) - 2 maggio 2012 PalaSerenelli, Loreto | Loreto        | 1 - 3 | Crema         | 25-19, 17-25, 22-25, 13-25        |
| Semifinali (gara 2) - 6 maggio 2012 PalaBertoni, Crema    | Crema         | 3 - 0 | Loreto        | 25-22, 25-16, 25-23               |
| Finale (gara 1) - 13 maggio 2012 PalaFarina, Viadana      | Casalmaggiore | 2 - 3 | Crema         | 22-25, 23-25, 25-23, 25-23, 8-15  |
| Finale (gara 2) - 16 maggio 2012 PalaBertoni, Crema       | Crema         | 3 - 1 | Casalmaggiore | 23-25, 25-19, 25-19, 26-24        |
| Finale (gara 3) - 20 maggio 2012 PalaFarina, Viadana      | Casalmaggiore | 2 - 3 | Crema         | 25-23, 19-25, 26-24, 20-25, 11-15 |

### Coppa Italia di Serie A2

#### Fase a eliminazione diretta
| Quarti di finale - 25 gennaio 2012 PalaBertoni, Crema     | Crema          | 3 - 0 | Busnago | 25-22, 25-18, 25-16        |
| Semifinali - 3 marzo 2012 Palazzetto dello Sport, Giaveno | Cuatto Giaveno | 0 - 3 | Crema   | 20-25, 21-25, 20-25        |
| Finale - 4 marzo 2012 Palazzetto dello Sport, Giaveno     | Loreto         | 3 - 1 | Crema   | 23-25, 25-21, 25-15, 27-25 |